# نوسفراتو
نوسفراتو، سمفونی وحشت (به آلمانی: Nosferatu, eine Symphonie des Grauens) یا نوسفراتو فیلمی سیاه و سفید و در ژانر فانتزی/ترسناک است. کارگردان فیلم نوسفراتو فریدریش ویلهلم مورنائو است. این فیلم در سال ۱۹۲۲ بر اساس رمان دراکولا اثر برام استوکر ساخته شد. این فیلم از ساخته های مهم مکتب اکسپرسیونیسم نیز می‌باشد.